# ريتشارد بي. بوون
ريتشارد بي. بوون (بالإنجليزية: Richard Boone)‏ هو عازف جاز ومغني أمريكي، ولد في 24 فبراير 1930 في ليتل روك في الولايات المتحدة، وتوفي في 8 فبراير 1999 في كوبنهاغن في الدنمارك.

## وصلات خارجية
- ريتشارد بي. بوون على موقع ميوزك برينز (الإنجليزية)
- ريتشارد بي. بوون على موقع أول ميوزيك (الإنجليزية)
- ريتشارد بي. بوون على موقع ديسكوغز (الإنجليزية)